# Pawieł Kusznier
Pawieł Iwanowicz Kusznier (1889-1968) – radziecki etnograf, profesor.

## Praca naukowa
Przedstawiciel nurtu marksistowskiego. Kierownik prac nad rosyjskim atlasem etnograficznym. Zajmował się m.in. wiejskim sposobem życia w ZSRR.